# Amursk
Amursk (russisch Аму́рск) ist eine Stadt in der Region Chabarowsk (Russland) mit 38.606 Einwohnern (Stand 1. Oktober 2021).

## Geographie
Die Stadt liegt in der mittleren Amurniederung, etwa 230 km nördlich der Regionshauptstadt Chabarowsk an mehreren linken Flussarmen des Amur (Stary Amur, d. h. Alter Amur, Padalinskaja, Galbon). Westlich der Stadt liegt der Padalisee.
Die Stadt Amursk ist der Republik administrativ direkt unterstellt und zugleich Verwaltungszentrum des gleichnamigen Rajons.

## Geschichte
Die heutige Stadt Amursk entstand seit den 1950er-Jahren, als in der Nähe der nanaischen Siedlung Padali (benannt nach dem nahe gelegenen See, nanaisch für austrocknend) ein Zellulosewerk errichtet wurde. Als offizielles Gründungsdatum gilt der 19. Juni 1958, als der Status Siedlung städtischen Typs verliehen wurde. 1973 erhielt der Ort Stadtrecht.

### Bevölkerungsentwicklung
| Jahr | Einwohner |
| ---- | --------- |
| 1959 | 03.525    |
| 1970 | 24.010    |
| 1979 | 40.847    |
| 1989 | 58.395    |
| 2002 | 47.759    |
| 2010 | 42.970    |
| 2021 | 38.606    |

Anmerkung: Volkszählungsdaten

## Kultur und Sehenswürdigkeiten
Amursk hat seit 1972 ein Heimatmuseum. In der Stadt gibt es einen Botanischen Garten.

## Wirtschaft und Infrastruktur
Neben dem Zellulose- und Papierkombinat gibt es in Amursk und Umgebung weitere Betriebe der chemischen und holzverarbeitenden Industrie sowie des Maschinenbaus.
Von der Station Mylki der Bahnstrecke (Chabarowsk –) Wolotschajewka – Dsemgi (– Komsomolsk am Amur) zweigt eine Stichstrecke nach Amursk ab (nur Güterverkehr). Es besteht zudem eine Straßenverbindung ins 45 Kilometer nördlich gelegene Komsomolsk am Amur.